# سید محمد هاشمی (حقوق‌دان)
سید محمد هاشمی (۱۳۲۰ – ۲۱ بهمن ۱۴۰۱) حقوق‌دان و وکیل دادگستری ایرانی بود. وی عضو شورای عالی کمیسیون حقوق بشر اسلامی و عضو گروه کار بازداشت‌های خودسرانه کمیسیون حقوق بشر سازمان ملل متحد نیز بود.

## تحصیلات
سید محمد هاشمی در سال ۱۳۲۰ متولد شد. تحصیلات ابتدایی و متوسطه خود را در قم گذراند. سپس وارد دانشگاه تهران شد و مدرک کارشناسی خود را در رشتهٔ حقوق از دانشکدهٔ حقوق دانشگاه تهران گرفت و برای تحصیل در رشتهٔ حقوق عمومی راهی پاریس شد. تحصیلات تکمیلی را ابتدا در انستیتوی فرانسوی روابط بین‌المللی و دانشگاه سوربن مدرک دکتری خود را دریافت کرد. بعد از اخذ مدرک دکتری در همان دانشگاه به سمت هیئت علمی درآمد.

## فعالیتهای دانشگاهی
پس از بازگشت به ایران به دنبال تأسیس دانشگاه فارابی سعی کرد رشتهٔ «حقوق عمومی» را به‌عنوان یکی از گرایش‌های حقوق در مقطع کارشناسی ارشد و دکتری در دانشگاه‌های ایران ایجاد کند. سید محمد هاشمی دارای رتبه ۳۲ و استاد تمام بازنشسته دانشگاه شهید بهشتی بود.
هاشمی چندین کتاب با موضوعات حقوق اساسی و حقوق بشر نوشت که برخی از آن‌ها به‌عنوان منابع درسی در دانشگاه‌ها تدریس می‌شود.

## فعالیت‌های اداری و اجرایی
1. سرپرستی و ریاست مرکز آموزش مدیریت دولتی - سازمان امور اداری و استخدامی کشور -اسفند ۱۳۵۷ تا ۱۳۵۹
2. سرپرستی و ریاست مجتمع آموزش عالی قم (پردیس فارابی دانشگاه تهران) دانشگاه تهران - اسفند ۱۳۵۷ تا ۱۳۶۲
3. مشاور حقوقی رئیس‌جمهور - ریاست جمهوری - ۱۳۶۱–۱۳۶۸
4. مشاور حقوقی ریاست جمهوری - ریاست جمهوری - ۱۳۶۸–۱۳۸۴[۷]
5. عضو کمیسیون حقوق بشر اسلامی در کانون وکلا مرکز